# بروتيا كريسبينا
ولدت الإمبراطورة بروتيا كريسبينا في روما عام 164 ميلاديًا، وتوفيت في عام 191 ميلاديا. وقد تزوجت الامبراطور الروماني كومودوس من 178 إلى 191. ولكنها لم تنجب وريثًا له.

## عائلتها
ولدت كريسبينا في عائلة أرستقراطية إيطالية الأصل. كانت ابنه القنصل جيوس بروتيوس براسينز وزوجته فاليريا. وشقيقة للقنصل المستقبلي لوسيوس بروتيوس. أما عن أجدادها فقد كانت حفيدة القنصل والسيناتور غايوس بروتيوس براسينس والوريثة لابريا هوستيليا كريسبينا، وهي ابنة أخرى للقنصل مانيس لابيريوس ماكسيموس. وقد أتت عائلتها من إقليم لوكانيا بإيطاليا، وكانت مقربة جدًا من الأباطرة الرومان مثل تراجان، وهادريان، وأنطونيوس بيوس، وماركوس أوريليوس.